# Enzo Romeo
Enzo Romeo (Siderno, 27 novembre 1959) è un giornalista italiano.

## Biografia
Ha iniziato la sua attività giornalistica lavorando presso radio e tv locali (TeleRadio Sud, 1981) e scrivendo su vari quotidiani e riviste. Dal 1984 è stato redattore del quotidiano Oggisud, collaborando nello stesso periodo con la Sede regionale RAI per la Calabria. Nel 1988 è passato al TG1, dove ha lavorato al Tg1 Mattina e poi come vicecaporedattore in vari settori.
Dal 1995 al 1997 è stato caporedattore a Rai International, quindi vaticanista e inviato del TG2. Dal 2002 al 2014 è stato responsabile della Redazione Esteri e vaticanista del Tg2. In questa veste ha raccontato i pontificati di Giovanni Paolo II, Benedetto XVI, Francesco e Leone XIV; da inviato è stato su alcuni dei principali fronti di tensione e teatri di politica internazionale degli ultimi decenni. Fa parte del comitato editoriale della editrice AVE e del comitato di direzione di Dialoghi, rivista culturale dell'Azione Cattolica. Collabora alle riviste Credere e Jesus. Ha scritto numerosi saggi su temi letterari, ecclesiali e di attualità internazionale, tradotti in varie lingue.

## Opere
- La solitudine feconda - Cesare Pavese al confino di Brancaleone (1935-1936), Cosenza, Progetto 2000, 1986, ISBN 88-85937-02-0
- Le ali della pace - Viaggio nelle speranze dell'umanità, Bologna, Editrice Missionaria Italiana, 2002, ISBN 88-307-1155-1
- Quando la Chiesa ha un volto di donna - Emma Mesiti, una laica per il Vangelo - postfazione di Maddalena di Spello, Roma, Editrice Ave, 2002, ISBN 88-8065-210-9
- I solitari di Dio - Separati da tutto, uniti a tutti, Soveria Mannelli, Rubbettino Editore, 2005, ISBN 88-498-1215-9 (edizione in francese: Les solitaires de Dieu: la vie des Chartreux, Les Plans sur Bex [Suisse], Éditions Parole et Silence, 2008, ISBN 9-782845-736559)
- L'Oscar color porpora - Rodríguez Maradiaga, voce dell'America Latina, Milano, Àncora Editrice, 2006, ISBN 88-514-0348-1 (edizione in francese: Cardinal Oscar Andrés Rodriguez Maradiaga : La voix de l'Amérique latine, Québec [Canada], 2007, ISBN 978-2-89129-526-0 ; edizione in spagnolo: Brota un grito de justicia - Óscar Maradiaga, una voz Latinoamericana, Editorial Claretiana, Buenos Aires, 2014, ISBN 978-950-512-847-1)
- Come funziona il Vaticano - Tutto quello che vorreste sapere, Milano, Àncora Editrice, 2008, ISBN 978-88-514-0560-1 (edizione in polacco: Watykan, Cracovia, Bratni Zew, 2008, ISBN 978-83-7485-086-5)
- Ricordi d'un dissepolto - La tragedia familiare di un poeta nel terremoto di Reggio e Messina [a cura di], Soveria Mannelli, Rubbettino Editore, 2008, ISBN 978-88-498-1822-2 . Dal libro è stato tratto nel 2012 il film Quel che resta, per la regia di Laszlo Barbo,  Franco Nero, Giancarlo Giannini, Luca Lionello, Giacomo Battaglia e Gigi Miseferi.

- Il niente in mano di Dio - Don Gaetano Mauro prete del Sud, Milano, Àncora Editrice, 2009, ISBN 978-88-514-0720-9
- Diagonale imparabile all'ultimo chilometro, Reggio Calabria, Laruffa Editore, 2010, ISBN 978-88-7221-493-0
- L'invisibile bellezza - Antoine de Saint-Exupéry cercatore di Dio, Milano, Àncora Editrice, 2012, ISBN 978-88-514-0963-0
- Guerre vaticane, Soveria Mannelli, Rubbettino Editore, 2012, ISBN 978-88-498-3459-8
- Oltre i muri - Diario del viaggio di papa Francesco in Terra Santa, ebook, Milano, Àncora Editrice, 2014, ISBN 978-88-514-1426-9
- Il Piccolo Principe commentato con la Bibbia [a cura di], Milano, Àncora Editrice, 2015, ISBN 978-88-514-1365-1
- Francesco e le donne, Milano, Paoline, 2016, ISBN 978-88-315-4785-7 (edizione in spagnolo: Francisco y las mujeres, Editorial Paulinas, Madrid, 2017, ISBN 978-84-16180-88-2)
- Pace - Le parole di Francesco [introduzione di], Roma, Editrice Ave, 2016, ISBN 978-88-8284-950-4
- Diari a confronto - Anna Frank-Etty Hillesum, Milano, Àncora Editrice, 2017, ISBN 978-88-514-1759-8
- Le mimose del Piccolo Principe, Milano, Àncora Editrice, 2018, ISBN 978-88-514-1963-9
- Lui, Dio e lei - Il problema del celibato nella Chiesa, Soveria Mannelli, Rubbettino Editore, 2018, ISBN 978-88-498-5561-6
- Salvare l'Europa - Il segreto delle dodici stelle, Roma, Editrice Ave, 2019, ISBN 9788832711509
- Dove inizia l'Italia - La Locride raccontata dai viaggiatori, Soveria Mannelli, Rubbettino Editore, 2019, ISBN 9788849857696
- Le tabelline di  Dio - Piccole lezioni di matematica evangelica - postfazione di Maddalena di Spello,, Milano, Àncora Editrice, 2020, ISBN 978-88-514-2304-9
- Vuoto a credere - La fede, la chiesa e il papa al tempo del coronavirus, Milano, Àncora Editrice, 2020, ISBN 8851423482
- Nicola - Calabria zona rossa per coronavirus (con Luigi Ginami), Padova, Messaggero di Sant'Antonio, 2020, I ristampa 2021, ISBN 978-88-250-5339-5
- Viva la parrocchia! La sinodalità vissuta dal basso (con Giuseppe Curciarello), Roma, Editrice Ave, 2022, ISBN 9788832713565
- Last Christmas (e le altre) - Le storie delle più famose canzoni di Natale, Milano,  Àncora Editrice, 2022, ISBN 8851425930
- Le verità del Piccolo Principe, Milano, Àncora Editrice, 2023, ISBN 9788851427146
- Camminare insieme - Sinodalità e vita, Roma, Editrice Ave, 2024, ISBN 9788832714319
- Papa Francesco - Parole dalla fragilità, [a cura di], Milano, Àncora Editrice, 2025, ISBN 9788851430351

| Controllo di autorità | VIAF (EN) 29828993 · ISNI (EN) 0000 0000 0501 7339 · SBN CFIV007826 · LCCN (EN) n88680430 · BNF (FR) cb151126998 (data) · J9U (EN, HE) 987007349240505171 |